# 杉浦式自動手槍
杉浦式自動手槍（日语：杉浦式自動拳銃）是一款日本設計的半自動手槍，在滿洲國製造，配發給佔領軍。手槍使用.32 ACP（7.65毫米勃朗寧）子彈，採用反沖式操作，有一個八發盒式彈匣。表面為鹽藍色，握把為胡桃木格紋。從照片上看，該槍的設計靈感似乎來自柯爾特M1903手槍。

## 流行文化

### 電子遊戲
- 2022年—《蔚藍檔案》：水羽三森的固有武器「柔軟的決心」原型。

## 外部連結
- Video showing the Sugiura （页面存档备份，存于）
- .25 ACP variant shown （页面存档备份，存于）